# احمد سعد عبدالله
احمد سعد عبدالله (انگلیسی: Ahmad Saad؛ زادهٔ ۲۰ نوامبر ۱۹۸۴) یک ورزشکار اهل عربستان سعودی است.
از باشگاه‌هایی که در آن بازی کرده‌است می‌توان به باشگاه فوتبال الوحده عربستان سعودی، باشگاه فوتبال الرائد عربستان سعودی، باشگاه فوتبال الاتفاق عربستان سعودی، باشگاه فوتبال الشعله عربستان سعودی، و باشگاه فوتبال النصر عربستان سعودی اشاره کرد.